# Луштица
Луштица је полуострво у Црној Гори на улазу у Боку Которску. Ширина Боке између краја полуострва и рта Кобила је широка једва 1,5 km. Административно је подијељена између општина Херцег Нови и Тиват. 
Полуострво је дуго 13 km, а површина му је 47 km². Дужина обале, изузетно разведене, с много малих увала и ртова, износи скоро 35 km. Највећи врх је Обосник (586 m). У историјским изворима Луштица се спомиње од тринаестог века, а о богатој прошлости сведоче бројни сакрални објекти. У Луштици је саграђено, сачувано и обновљено 20 цркава (18 православних и двије католичке). Полуострво је слабо насељено јер нема развијену инфраструктуру за бољи живот. Још увијек нема градски водовод, а до прије неколико година било је честих проблема испада на електро мрежи. Једини превоз је бродом који саобраћа два пута дневно до Херцег Новог и аутобусом до Кртола и Крашића. Не постоју ни основна школа, амбуланта, продавница. Због отежаног живота млади су се најчешће одлучивали да живе у оближњим градовима Херцег Новом и Тивту и даље. Око 400 сталних становника распоређено је у више руралних насеља (Росе,  Клинци, Мркови, Тићи, Ераци, Бабунци, Радованићи (Маровићи и Ђурашевићи), Замбелићи, Беговићи, Ђурђени, Бргули, Мардари и Забрђи (Мендегаје, Стојковићи, Тројановићи и Митровићи).) Ова набројена села припадају Херцегновској општини. У Луштици су и насеља Крашићи и Кртоли која припадају Тиватској општини. Луштица је позната по бројним маслињацима, земљиште је кречњачко врло погодно за узгој разних култура, али нажалост због оскудице са водом, све се своди на производњу у оквиру домаћинства. Луштица је позната и по чувеној Плавој шпиљи (пећини), излетишту Жањиц, ували Мириште, полуострву Арзи, понти од Весла, плажи Добреч, туристичком насељу Росе. Такође је позната и по чувеном маслиновом уљу, луштичком пршуту, луштичком сиру из уља и раштану(зељу). У Луштици се припремају јела које нигдје другдје не можете пробати, једно од тих јела је и зеље и фаджола(пасуљ са раштаном).

## Туризам
У десетак села која су сачувала типичну медитеранску архитектуру, куће су окружене маслинама и смоквама, бадемима и рогачем, а раздвајају их шумарци пинија и приморских борова. Луштица је такође позната по квалитетном хладно цјеђеном маслиновом уљу, сиру из уља интензивног укуса, по пршуту и ракији магињачи која настаје врењем плодова медитеранског грма који доминира овим крајем.
На Луштици су смјештена и најатрактивнија херцегновска излетишта Жањиц, Мириште, Добреч, Росе и Плава Шпиља… Полуострво често називају и малом Светом гором због богатог културног насљеђа. Ту се налази 21 црква, од тога 19 православних и двије католичке.
Росе, давнашња Грчка насеобина Понто Роса, коју су Сарацени порушили 867. године. Ова мала лука коју помиње у записима Константин Порфирогенит још давне 841. године, пружала је бродовима заштиту од југа и од буре. Важно пристаниште и карантин из млетачког периода, типична је медитеранска варошица, са капетанским кућама и палатама збијеним уз море, поређаним испред пристаништа. Окружено је бујном вегетацијом у којој доминирају чемпреси, борови, маслине и рогач. Сјеверно се налази мала пјешчана плажа – Мало Росе идеално мјесто за оне који воле одмор у миру и тишини.
Тврђава Арза, источно од острва Мамула, на самом крају југозападног дијела полуострва Луштице, почива на темељима једне античке тврђаве из које су сачувани поједини фрагменти већих амфора и посуда. У географском троуглу, тврђава на рту Оштро на полуострву Превлака (које лежи са западне стране улаза у Боку Которску, а припада Хрватској) – тврђава Мамула (Ластавица) – тврђава Арза, улаз у Боку стратегијски је био потпуно затворен. Данас ова утврђења чекају адаптацију и нову туристичку валоризацију.
Преко пута ове истоимене плаже налази се острвце – шкољ Жањиц, које називају и Мала Госпа на којем се налази црква Св. Ваведења. До овог шкоља лако се може допливати или доћи кајаком. Љубазни духовници радо ће вам приповиједати о историјату острва посвећеног Богородици.
Увала Жањиц је као створена за оне који желе да проведу свој одмор у прелијепом амбијенту тишине стогодишњих борова и маслина. Позната је по великој плажи од облутака и кристално чистом мору. Дуга је око 300 м, а широка 15 м, па тако има површину од 4.500 квадратних метара.
Окружено хектарима маслињака, дрвећем нара и шумом ловорика смјештен је засеок Клинци. Овде се развија сеоски туризам на три стотине година старим породичним имањима међу којима се издваја – Клинци Вилиџ ризорт. Имање је задржало некадашњи изглед, баш онакав каквим су га направили њихови преци. Овај ресорт полако израста у мјесто гдје свако може искусити и научити о старом сеоском начину живота. Као у доба предака, данас се људи окупљају због – уживања у храни. Циљ управе овог комплекса је да произведу, спреме и сервирају гостима у селу, најбољу органску храну и пиће, произведену у њиховој башти, маслињацима и виноградима.
Излетиште-видиковац „Стари Млин“  је смјештено у бокешком  селу Забрђу, на полуострву Луштица. На надморској висини од 250 метара налази  се породично имање са првим типом пресе (млина) за цијеђење маслина. Породица се бави маслинарством и пружа могућност обиласка истог, као и уживање у погледу на херцегновску ривијеру са каменог гумна. Уз дегустацију органског маслиновог уља, као и домаћег сира из уља и пршута, можете доживјети један дио Црне Горе и њене традиције.
Чисто море пружа могућности за роњење, једрење, рибање, кајакинг, а унутрашњост пјешачење и бициклизам.

## Цркве и манастири на Луштици
Од 29 вјерских објеката на Луштици, једно је црквиште (рушевине старе цркве), 5 је римокатоличких и 23 су православна храма (20 цркава и три манастира).
- Манастир Вазнесења Господњег у Радовићима, православни
- Црква Успења Пресвете Богородице у Радовићима, православна
- Црква Светог Луке у Гошићима, православна
- Црква Светог Јована Крститеља у Богишићима, православна
- Црква Светог Ивана Крститеља у Богишићима, раније православна, данас римокатоличка
- Манастир Светог Архангела Михаила у Ђурашевићима, православни
- Црква Светих апостола Вартоломеја и Варнаве у Мардарима, православна
- Црква Светих апостола Петра и Павла у Бргулима, православна
- Манастир Жањица, православни
- Црква Рођења Светог Јована на Жањицу, православна
- Саборна црква Светог Николе на Луштици, православна
- Црква Светог Георгија у Радованићима, православна
- Црква Успења Пресвете Богородице у Радованићима, православна
- Црква Васкрсења Лазаревог у Мрковима, православна
- Црква Преподобномученице Параскеве у Мрковима, православна
- Црква Светог Трипуна у Мрковима, римокатоличка
- Црквиште у Росама
- Црква Свете Тројице у Росама, православна
- Црква Госпе од Кармила у Росама, раније заједничка, православна и римокатоличка, данас римокатоличка
- Црква Светог Пантелејмона у Клинцима, православна
- Црква Светог Саве у Клинцима, православна
- Црква Светог архангела Михаила у Клинцима, православна
- Црква Светог Трифуна у Клинцима, православна
- Црква Преподобног Харитона у Клинцима, православна
- Црква Свете Недјеље у Забрђу, православна
- Црква Рођења Пресвете Богородице у Забрђу, православна
- Црква Светог Андреја Првозваног у Забрђу, православна
- Црква Светог Николе у Горњим Крашићима, римокатоличка
- Црква Светих Мученика у Крашићима, римокатоличка

## Галерија
- Плава шпиља
- Стара Бјелила, кртољска обала
- Крашићи
- Плажа Мириште